# Згорня Гориця
Згорня Гориця (словен. Zgornja Gorica) — поселення в общині Раче-Фрам‎, Подравський регіон‎, Словенія.